# کارماین فالکون
کارماین فالکون (به انگلیسی: Carmine Falcone) یک شخصیت شرور خیالی در کتاب‌های کامیک آمریکایی منتشر شده توسط دی‌سی کامیکس است. این شخصیت اغلب دشمن ابرقهرمان بتمن محسوب می‌شود.

## زندگی و سرگذشت
او اصالتاً ایتالیایی‌تبار است. او سردسته بزرگترین باند مافیای گاتهام و از بانفوذترین اشخاص گاتهام است. رقیب او، «سالوادور مارونی» که او هم ایتالیایی‌تبار است با او در گاتهام برای حاکمیت بر آن به رقابت می‌پردازند، گرچه گاهی با هم برای از میان برداشتن بتمن متحد نیز شده‌اند. او با جنایات و کارهای خلافکارانه ای که کرده ثروت زیادی اندوخته‌است ولی یک فرق مهم با دیگر تبهکاران گاتهام دارد و یک جنایتکار با شرافت است و به انسان های بیگناه صدمه نمیزند همچنین او از قدیمی‌ترین افرادی است که در گاتهام به به جنایت می‌پرداخته‌است و در اکثر داستان‌ها قبل از بتمن در گاتهام سردسته مافیا بوده و نقش پررنگی نیز در حوادث رخ داده در گاتهام داشته‌است. گرچه بعد از ورود بتمن و دیگر ابرشرورها همچون پنگوئن (کمیک) و زن گربه ای برای تصاحب ثروت و قدرت او قدرت و نفوذش کمتر شده و حتی کمتر در داستان‌های بتمن حضور می‌یابد. گرچه در حال حاضر می‌توان گفت اصلاً حضور نمی‌یابد و اگر کمیک، انیمیشن یا فیلمی از سرگذشت بتمن و سیر تبدیل شدن او از بروس وین به شوالیه تاریکی گاتهام بسازند، اکثراً در آنها حضور می‌یابد.

## در رسانه‌ها
او در برخی سریال انیمیشن‌هایی که حول محور بتمن ساخته شده حضور دارد.
همچنین در فصل‌های ابتدایی سریال گاتهام (مجموعه تلویزیونی) نیز نقش حضور نسبتاً پررنگی دارد.